# Cisterna di Latina
Cisterna di Latina är en kommun i provinsen Latina i regionen Lazio i Italien. Kommunen hade 37 130 invånare (2018).
I januari 1944 stod här slaget om Cisterna.